# Stary Mostiak
Stary Mostiak (Старый Мостяк) est un village de Russie situé dans le raïon (arrondissement) de Staraïa Koulatka de l'oblast d'Oulianovsk. C'est le siège administratif du conseil rural de Stary Mostiak qui, outre Stary Mostiak (969 habitants en 2010), comprend le village de Novy Mostiak (261 habitants en 2010).

## Géographie
Le village se trouve sur le plateau de la Volga, sur la rive droite de la rivière Mostiak à 110 mètres d'altitude. Le relief est fait de collines. Une vaste forêt tempérée décidue se trouve à 2 km à l'est du village et à 4 km à l'ouest. Elle est surtout constituée de chênes. Le sol est fait de tchernoziom.
Stary Mostiak se trouve au sud-ouest de l'arrondissement à 14 km à vol d'oiseau de Staraïa Koulatka et à 19 km par la route, et à 240 km d'Oulianovsk, la capitale régionale.

### Fuseau horaire
Comme tout l'oblast d'Oulianovsk, le village est à une heure de plus de celle de Moscou. 

## Histoire
Le village a été fondé au début du XVIIIe siècle par des paysans venus d'Allagoulovo (aujourd'hui Staroïé Allagoulovo dans le raïon de Kovylkino) et de Temnikov. 
Dans la liste des localités de peuplement de l'Empire russe compilée en 1859, il est fait mention de Stary Mostiak de l'ouïezd de Khvalynsk dans le gouvernement de Saratov, comme étant situé au bord de la rivière Mostiak, sur le côté droit de la route de Khvalynsk (ville à 50 verstes) vers l'ouïezd de Kouznetsk. L'on y compte alors 447 foyers pour 1 395 hommes et 1 398 femmes, et sept mosquées et une école,. 
Selon le recensement de 1897, il y a 3 482 habitants dont 3 458 mahométans et en 1911 l'on y compte 5 041 habitants, 7 mosquées et 6 mektebs. En 1914, le village fait partie de la volost de Chikovo. Les habitants sont alors en majorité Tatars avec une petite minorité de Grands-Russes, regroupés en deux communautés paysannes.

## Population
Les Tatars représentaient en 2002 près de 99 % de la population. L'exode rural est important.
- 1989 : 1 900 habitants
- 2002 : 1 259 habitants
- 2010 : 969 habitants

## Lieux à visiter
- Monument aux morts de la Grande Guerre patriotique érigé en 1990[8].